# Мещерин, Иван Васильевич
Иван Васильевич Мещерин (род. 6 июля 1950, Горькая Балка, Ставропольский край) — государственный деятель, депутат Государственной думы второго и третьего созывов.

## Биография
Окончил Новочеркасский инженерно-мелиоративный институт.

### Депутат госдумы
В Государственную Думу второго созыва был избран 14 сентября 1997 г. на дополнительных выборах по Георгиевскому одномандатному избирательному округу № 52 Ставропольского края, был членом фракции КПРФ, членом Комитета по аграрным вопросам. В округе дополнительные выборы были назначены в связи со смертью Манжосова. На которых баллотировался Эдуард Лимонов, однако он не получил существенной поддержки, набрав всего 3899 голосов и заняв 8 место.
В Государственную Думу третьего созыва был избран по Георгиевскому одномандатному избирательному округу № 52 Ставропольского края, выдвигался избирательным объединением КПРФ.